# Siedzący po prawicy
Siedzący po prawicy (wł. Seduto alla sua destra) – włoski dramat filmowy z 1968 roku w reżyserii Valeria Zurliniego. 
Był jednym z filmów zakwalifikowanych do udziału w konkursie głównym na 21. MFF w Cannes w 1968 roku. Festiwal został jednak odwołany z powodu wydarzeń maja 1968 roku we Francji. 

## Obsada
- Woody Strode
- Jean Servais
- Franco Citti
- Pier Paolo Capponi
- Stephen Forsyth
- Luciano Catenacci
- Salvatore Basile
- Silvio Fiore
- Giuseppe Transocchi
- Mirella Pamphili
- Renzo Rossi
- Inigo Lezzi